# Monostola
Monostola is een geslacht van vlinders van de familie uilen (Noctuidae), uit de onderfamilie Hadeninae.

## Soorten
- M. asiatica Alphéraky, 1892
- M. infans Alphéraky, 1892